# Velemér
Velemér is een plaats (község) en gemeente in het Hongaarse comitaat Vas. Velemér telt 102 inwoners (2001).

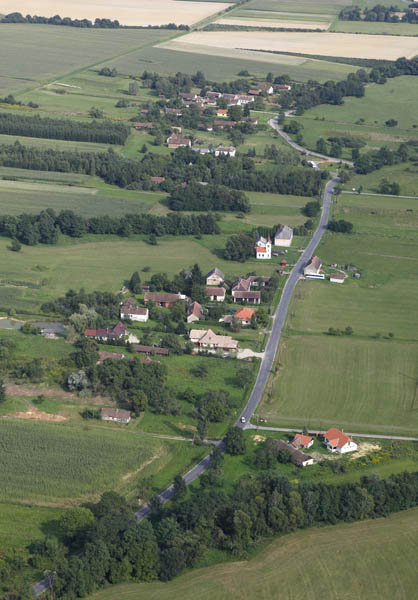
Velemér
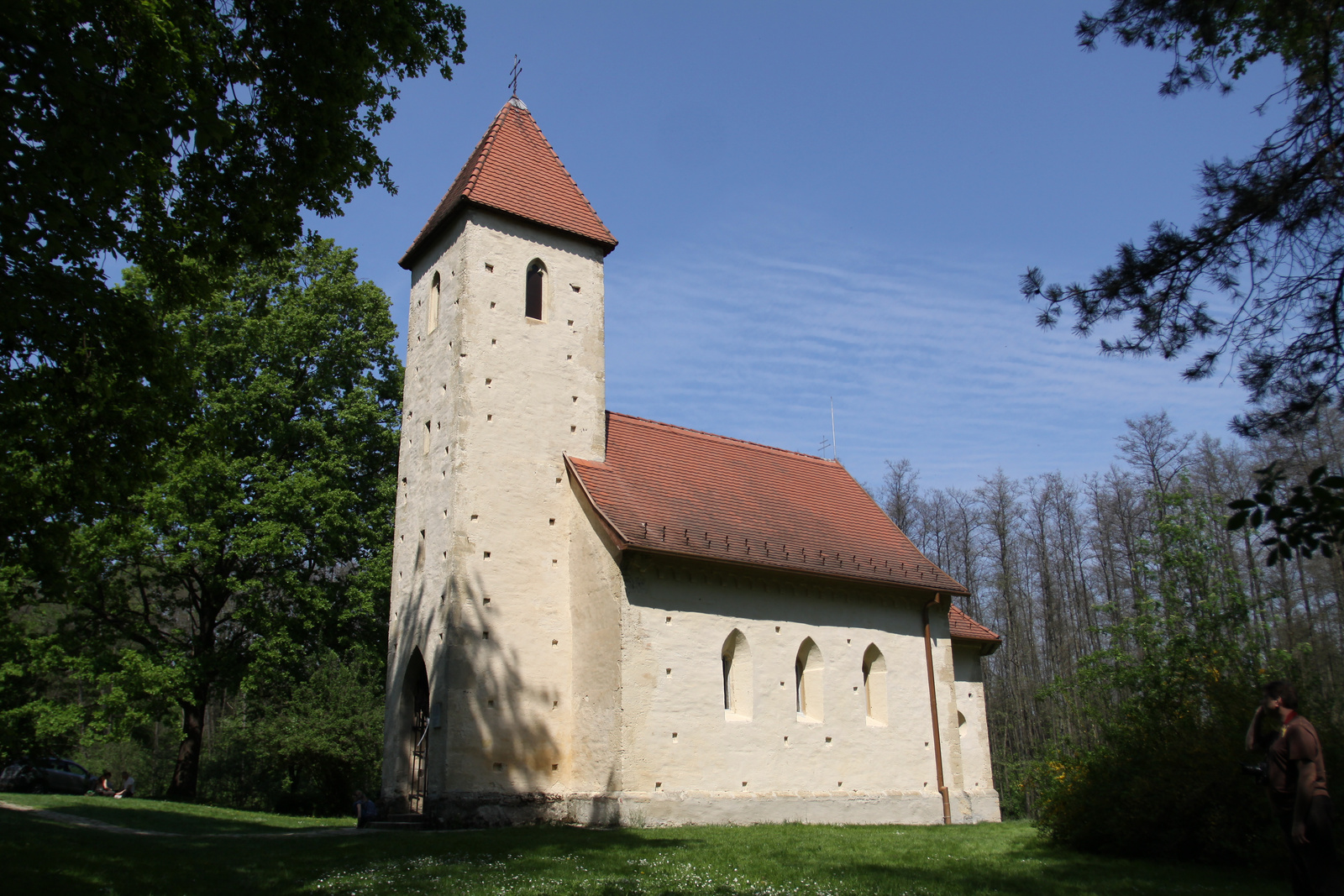
Rooms katholieke kerk